# Eurycephalus
Eurycephalus is een geslacht van straalvinnige vissen uit de familie van platkopvissen (Platycephalidae).

## Soorten
- Eurycephalus arenicola Schultz, 1966
- Eurycephalus carbunculus Valenciennes, 1833